# 小行星2513
小行星2513（2513 Baetslé）是一颗绕太阳运转的小行星，为主小行星带小行星。该小行星于1950年9月19日发现。
該小行星以發現者西維恩·阿蘭德的朋友，比利時皇家軍事學院天文與大地測量學教授保羅-路易·貝茲萊（Paul-Louis Baetslé）命名。

## 轨道参数
小行星2513的轨道半长轴为2.2861751 UA，离心率为0.181。